# David Campbell (Physiker, 1944)
David Kelly Campbell (* 23. Juli 1944 in Long Beach, Kalifornien) ist ein US-amerikanischer theoretischer Physiker, der sich vor allem mit Festkörperphysik und nichtlinearer Physik beschäftigt.
Campbell studierte Physik und Chemie an der Harvard University (Bachelor 1966) und wurde 1970 an der Universität Cambridge promoviert. Als Post-Doc war er an der University of Illinois at Urbana-Champaign (UIUC) und 1972 bis 1974 am Institute for Advanced Study. Ab 1974 war er (als Oppenheimer Fellow) am Los Alamos National Laboratory, wo er das Center for Nonlinear Studies mit gründete und später leitete. 1992 wurde er Professor für Physik an der UIUC, wo er auch zeitweise Vorstand der Fakultät war. 2000 wurde er Professor für Elektrotechnik und Physik an der Boston University, wo er zurzeit auch Provost ist.
Campbell beschäftigt sich mit nichtlinearen Phänomenen und komplexen Systemen, speziell in der Festkörperphysik, wo er lokalisierte nichtlineare Anregungen wie Solitonen, Polaronen, Bipolaronen, Breather-Moden zum Beispiel in leitenden Polymeren und anderen neuartigen elektronischen und magnetischen Materialien untersuchte. Er untersucht auch Elektronentransport in Halbleiter-Supergittern. Am Anfang seiner Karriere befasste er sich mit Kernphysik (zum Beispiel Pionenkondensaten).
Er ist Gründungsherausgeber der Zeitschrift Chaos. Campbell ist Fellow der American Physical Society und der American Association for the Advancement of Science. Zurzeit ist er stellvertretender Leiter des wissenschaftlichen Rats des Santa Fe Instituts.
2010 erhielt er den Julius-Edgar-Lilienfeld-Preis.